# Que te perdone Dios
Que te perdone Dios é uma telenovela mexicana produzida por Angelli Nesma Medina para Televisa e exibida pelo Las Estrellas entre 16 de fevereiro a 26 de julho de 2015, sucedendo Yo no creo en los hombres e sendo sucedida por A que no me dejas.
Inicialmente era exibida às 18h15, mas a partir do dia 25 de maio de 2015 passou a ser exibida às 19h15, trocando de horário com a novela estreante La vecina.
A trama é um remake das telenovelas Pecado mortal e Abrazame muy fuerte, ambas também produzidas pela Televisa, e de histórias originais de Caridad Bravo Adams.
É protagonizada por Rebecca Jones, Zuria Vega e Mark Tacher, e antagonizada por Sergio Goyri, Sabine Moussier, Altair Jarabo, Laisha Wilkins e Alejandro Ávila, com as atuações estelares das primeiras atrizes María Sorté e Ana Bertha Espín.

## Antecedentes
Antes de estrear no México, a trama foi exibida pela Univision, nos Estados Unidos entre 19 de janeiro e 10 de julho de 2015, sucedendo La malquerida e sendo sucedida por Yo no creo en los hombres.

## Sinopse
(1° Fase):
Renata Flores del Ángel (Rebecca Jones) é uma bela moça criada com rigorosidade por seu pai Bruno (Eric del Castillo), um rico exportador de uvas e vinhos de um povoado chamado "Real de San Andrés". Ele sempre quis ter um filho e por isso fechou seu coração pra sua filha desde que ela nasceu. Bruno não a perdoa por ter nascido mulher, a trata com crueldade e não lhe permite que ande sozinha pelo povoado nem que tenha relação com nenhum homem. Já Dona Constanza (Ana Bertha Espín), a mãe de Renata, é uma mulher submissa, acostumada a obedecer sem protestar a tudo o que seu marido impõe.
No meio da solidão, despertando ao amor e ao desejo, Renata se apaixona perdidamente de Pablo (Brandon Peniche), um peão da fazenda, e se entrega a ele. Renata fica grávida e para esconder seu pecado, Bruno a leva para "Ciudad del Valle", acompanhada de uma criada chamada Macaria (Sabine Moussier), uma mulher ambiciosa que está loucamente apaixonada por Fausto López Guerra (Sergio Goyri), dono de uma fazenda próxima à de Bruno. Fausto está cheio de dívidas e põe seus olhos em Renata, pois pensa que se casando com ela todos os seus problemas econômicos se resolveriam. Fausto quer se apoderar da fazenda e das terras da família Flores del Ángel.
Renata dá à luz a uma menina chamada Abigail, mas Bruno dá uma grande quantidade de dinheiro a Macaria para que registre a menina com seu nome e que sempre se encarregue dela como se fosse sua mãe. 
(2° Fase):
Passam-se dezoito anos. Abigail (Zuria Vega) se apaixona por Mateo (Mark Tacher), que é sobrinho de Fausto. Mateo foi apoiado por seu tio a estudar fora do país e agora se transformou em um famoso neurocirurgião que trabalha com o Dr. Patricio Duarte (René Strickler), seu professor, no melhor hospital de Guanajuato.
Enquanto isso, Fausto começa a desejar Abigail. Fausto continua sendo um homem cruel, cuja paixão por Abigail vai o deixando louco. Mateo percebe que seu grande amor é Abigail, por isso eles enfrentarão a diversos obstáculos, como Diana Montero (Altair Jarabo), para poder estar juntos, pois há pecados, mentiras e segredos que só Deus pode perdoar.

## Elenco
| Ator/Atriz             | Personagem                                  |
| ---------------------- | ------------------------------------------- |
| Zuria Vega             | Abigail Ríos / Abigail Ramos Flores         |
| Mark Tacher            | Mateo López-Guerra Fuentes                  |
| Sergio Goyri           | Fausto López-Guerra                         |
| Rebecca Jones          | Renata Flores del Ángel de López-Guerra     |
| Sabine Moussier        | Macaria Ríos                                |
| María Sorté            | Helena Fuentes Vda. de López-Guerra         |
| René Strickler         | Dr. Patricio Duarte                         |
| Altair Jarabo          | Diana Montero Olvera                        |
| Ana Bertha Espín       | Constanza del Ángel Vda. de Flores          |
| Ferdinando Valencia    | Diego Muñoz / Diego Lopez-Guerra Muñoz      |
| Alejandro Ávila        | Lucio Ramírez                               |
| Manuel Ojeda           | Melitón                                     |
| Laisha Wilkins         | Ximena Negrete de Zarazua / Daniela Negrete |
| Dacia González         | Vicenta Muñoz                               |
| Zaide Silvia Gutiérrez | Simona Sánchez                              |
| Ana Patricia Rojo      | Efigenia de la Cruz y Ferreira              |
| Alejandra Procuna      | Eduviges de la Cruz y Ferreira              |
| Fabián Robles          | Julio Acosta Montero / Julián Montero       |
| Eric del Castillo      | Bruno Flores Riquelme                       |
| Antonio Medellín       | Padre Francisco Ojeda Bernal                |
| Alejandra Ávalos       | Mía Montero Vda. de Acosta                  |
| Moisés Arizmendi       | Porfirio Zarazua                            |
| Héctor Sáez            | Comandante Efraín Barragán                  |
| Raúl Olivo             | Jaime Díaz "Motor"                          |
| Óscar Bonfiglio        | Marcelino Escalante                         |
| Julio Mannino          | Benito                                      |
| Myrrha Saavedra        | Amanda Ríos                                 |
| Carlos Athié           | Maximiliano "Max" Zarazúa                   |
| Adriano                | Antonio "Toño" Sánchez                      |
| Santiago Hernández     | Alfredo "Fredy" Sánchez                     |
| José María Galeano     | Padre Tomás Ojeda Bernal                    |
| Iván Caraza            | Mano Negra                                  |
| Rafael Amador          | Rafa, el cantinero                          |
| Alejandra Robles Gil   | Teodora                                     |
| Daniela Basso          | Juanita                                     |
| Lakshmi Picazo         | Nieves                                      |
| Silvia Valdéz          | Violeta Escalante                           |
| Jessús Di Alberti      | Estebán                                     |

### Participações especiais
| Ator/Atriz       | Personagem                      |
| ---------------- | ------------------------------- |
| Irán Castillo    | Renata Flores del Ángel (jovem) |
| Alejandra García | Macaria Ríos (jovem)            |
| Brandon Peniche  | Pablo Ramos                     |
| Erik Díaz        | Fausto López-Guerra (jovem)     |
| Christian Vega   | Lucio Ramírez (jovem)           |
| Ricardo Franco   | Gerardo López-Guerra            |

## Exibição
Foi exibida pelo canal pago TLN Network de 17 de abril a 4 de outubro de 2023, substituindo Garotas Bonitas e sendo substituída por A Outra.

## Audiência
Estreou no México com uma média de 19,2 pontos, a maior audiência da trama. O último capítulo teve média de 19,1 pontos. A trama encerrou com média geral de 15,5 pontos, razoável para o horário.

## PremioTvyNovelas 2016
| Categoria                 | Indicados  | Resultados |
| ------------------------- | ---------- | ---------- |
| Melhor Atriz Protagonista | Zuria Vega | Indicado   |

## Versões
- Abrazame muy fuerte a primeira versão de Pecado mortal realizada em 2000, com a direção de Miguel Corcega e produção de Salvador Mejía Alejandre. Teve como protagonistas Victoria Ruffo, Fernando Colunga e Aracely Arámbula.
- Pecado mortal é primeira versão realizada em 1960, com a direção de Raúl Astor e a produção de Ernesto Alonso. Teve como protagonistas os espanhóis Amparo Rivelles e Tito Junco.